# Wenus z Dolních Věstonic

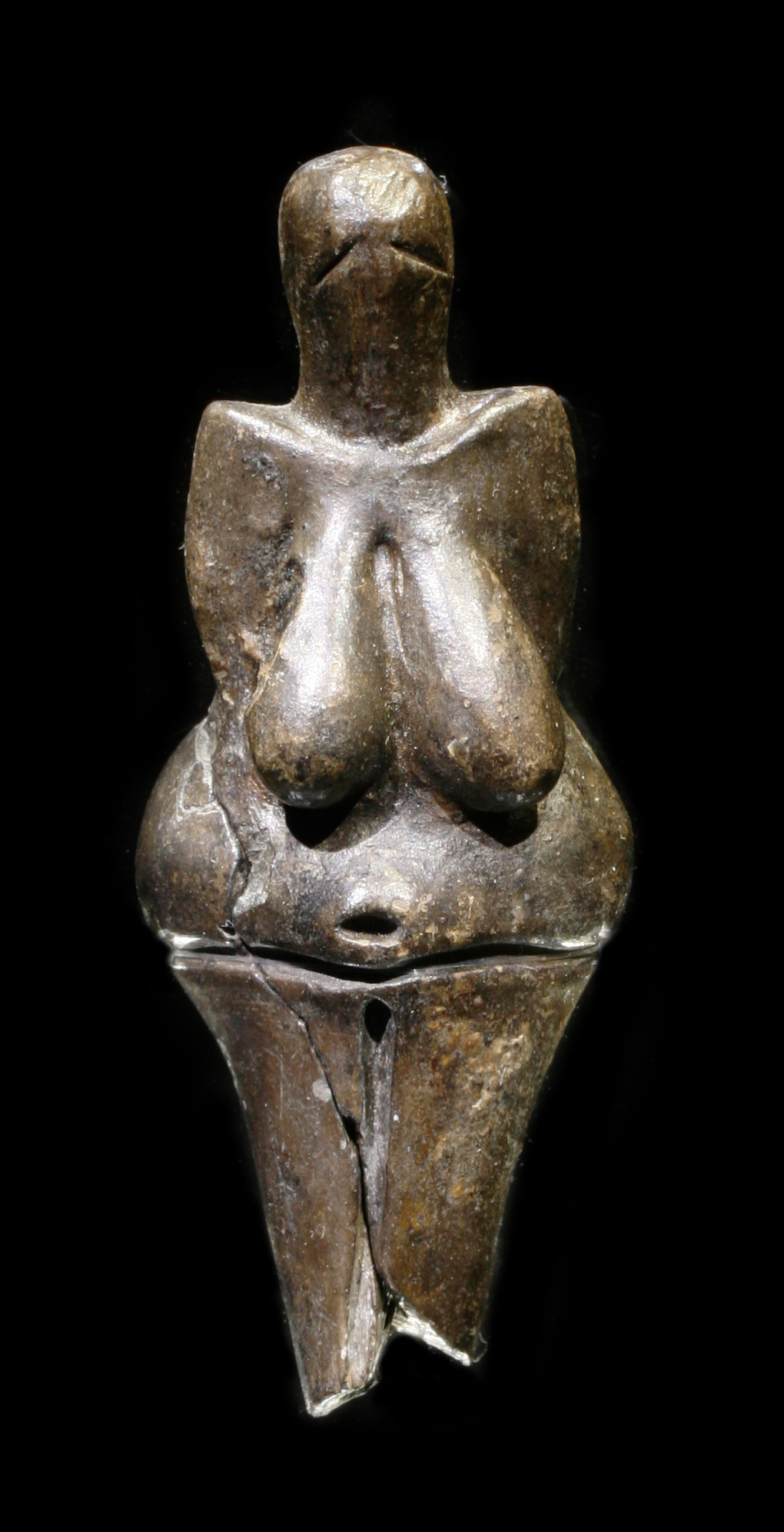
Wenus z Dolnych Věstonic

Wenus z Dolních Věstonic (cz. Věstonická Venuše) – paleolityczna Wenus, czyli figurka nagiej kobiety, datowana na 29 000 – 25 000 lat p.n.e. (kultura grawecka). Ta figurka, wraz z kilkoma znalezionymi w pobliżu, jest najstarszą znaną ceramiką na świecie.
Jej wysokość wynosi 111 milimetrów, a szerokość w najszerszym miejscu 43 milimetry. Została wykonana z gliny i wypalona w stosunkowo niskiej temperaturze.

## Odkrycie figurki
Stanowisko paleolityczne w Dolních Věstonicach na Morawach, wówczas w Czechosłowacji, obecnie w Czechach, było objęte systematycznymi badaniami archeologicznymi od 1924 roku, a kierował nimi Karel Absolon. Oprócz figurki Wenus na stanowisku tym znaleziono figurki zwierząt: niedźwiedzia, lwa, mamuta, konia, lisa, nosorożca i sowy oraz ponad 2000 kawałków przepalonej gliny.
Figurkę znaleziono 13 lipca 1925 roku w warstwie popiołu. Była przełamana na dwie części.
Jeszcze niedawno Wenus była wystawiana w Muzeum Ziemi Morawskiej w Brnie, teraz jest chroniona i bardzo rzadko dostępna dla zwiedzających. 
Figurka jest okresowo poddawana badaniom. W 2004 roku na skanie tomograficznym zauważono odcisk palca dziecka pomiędzy 7 a 15 rokiem życia.